# Кушнір В'ячеслав Григорович
Кушнір В'ячеслав Григорович (нар.25 січня 1951 Стримба Кодимський район, Одеська область) — голова правління Одеської обласної організації Національна спілка краєзнавців України, декан факультету історії та філософії Одеського національного університету імені І. І. Мечникова з 2003 р, доктор історичних наук, заслужений працівник освіти України.

## Життєпис
В'ячеслав Кушнір народився 25 січня 1951 року в с. Стримба Кодимського району Одеської області, згодом родина Кушнірів переїхала до с. Олександрівка Кодимського району. Навчання він розпочав в початковій школі с. Олександрівка, а продовжив – у Кодимській середній школі № 1. По її закінченню у 1968 році служив у війську й у 1972 році вступив до історичного факультету Одеського державного університету імені І. І. Мечникова. 
Після його завершення у 1977 р. він розпочав трудову і наукову археологічну діяльність: працював в університеті молодшим науковим співробітником, в Одеському археологічному музеї на посаді екскурсовода, а згодом - лаборантом відділу археології Північно-Західного Причорномор’я Інституту археології НАН Української РСР. Період 1970-х – першої половини 1980-х років був сприятливий для розвитку регіональної археології, і для молодих науковців відкрились можливості опанування навичок польових археологічних досліджень, методики камерального опрацювання матеріалів та їх наукової інтерпретації. В’ячеслав Григорович брав участь в археологічних розвідках у північних районах Одещини, розкопках пам’яток пізнього палеоліту (Івашків), мезоліту (Мирне), доби пізньої бронзи (Суворове, Приозерне), курганів доби енеоліту.
Історичний факультет у ці роки стає учасником археологічних досліджень на Одещині, виконавцем низки госпрозрахункових науково-дослідних тем. В’ячеслав Григорович у ті роки обіймає посаду молодшого наукового співробітника та бере участь в археологічних розвідках у Тарутинському районі, розкопках курганів біля с. Березіно. На початку 1980-х років на місці будівництва майбутнього припортового заводу і порту в Малому Аджалицькому (Григорівському) лимані біля Нових Біляр і Воронівки проводились масштабні археологічні роботи, в яких В’ячеслав Григорович брав участь як старший науковий співробітник науково-дослідної теми на історичному факультеті. За декілька років польових робіт було повністю розкопане поселення доби пізньої бронзи, матеріали якого стали важливою складовою для написання монографії та серії наукових статей. У 1999 р. на цьому підґрунті він захистив в ОНУ кандидатську дисертацію «Господарство і побут населення південно-західної України в епоху розпаду первісного суспільства». В результаті вивчення систем скотарства і землеробства населення степової зони Північно-Західного Причорномор’я В.Г.Кушнір вніс доповнення до дефініцій та критеріїв визначення первісних форм скотарства в регіоні (1990, 1999), а також до ідентифікації форм скотарського господарства ногайців у Північно-Західному Причорномор’ї (1991). 
Друга половина 1980-х років в біографії В’ячеслава Григоровича пов’язана з роботою в освітянській сфері в Одесі на посадах вчителя історії, заступника директора школи № 120 м. Одеси з навчально-виховної роботи, методиста з виховної роботи Іллічівського районного відділу народної освіти м. Одеси. 
Після відкриття у 1993 році кафедри археології та етнології України на історичному факультеті ОНУ В’ячеслав Григорович повертається на історичний факультет і проходить шлях від старшого викладача до декана факультету.  
Кінець 1990-х років став часом суттєвої активізації народознавчих досліджень. Щорічні етнографічні розвідки, які здійснює В’ячеслав Григорович самостійно, а також разом зі студентами та однодумцями, склали змістовну етнографічну джерельну базу для вивчення традиційної культури українців Одещини та стали підґрунтям для її популяризації насамперед у середовищі шкільної молоді.
З початку 1990-х років В. Г. Кушнір займається розробкою проєктів з історичного краєзнавства й дослідження народної культури, впровадженням у навчальний процес результатів краєзнавчих та народознавчих досліджень. Він заснував і видавав серійні наукові часописи: «Історичне краєзнавство Одещини» (1992-1996), «Старожитності Причорномор’я» (1995), «Етнографія Півдня України» (1996), «Одеські етнографічні читання» (від 2010 щорічно дотепер). Він став автором першого регіонального навчального посібника з етнографії «Народознавство Одещини» (1998) (перевиданий з рекомендацією МОНУ – лист №1.4/18-Г-1831 від15.07.08 – у 2008 році), співавтором підручника «Історія України» для 7 класу з розділами краєзнавчого характеру (1999). За його ініціативою та за його безпосередньої участі було започатковано проведення обласного народознавчого конкурсу для школярів «Традиційні обряди мого села». 
Важливим напрямом наукових досліджень В.Г.Кушніра від початку 1990-х рр. є вивчення традиційної культури українців лісостепової зони Подністров’я (Україна, Молдова), степових районів Буго-Дністровського межиріччя, півдня Буджака та нижнього Подунав’я (Україна, Румунія). Регулярні експедиції та розвідки здійснюються з його ініціативи та за підтримки обласного управління культури Одеської обласної державної адміністрації (з 1993 року). На початку 2000-х років В’ячеслав Григорович розпочав етнографічні дослідження українців придністровської Молдови, результати яких відображені у збірці «Українці Придністров’я», а з 2000 року ініціював регулярні етнографічні дослідження української діаспори Північної Добруджі в Румунії. Зібраний матеріал узагальнено в монографії «Українці за Дунаєм» (2002), перевиданій українською і румунською мовами (2008), альбомі «Нижньодунайський рушник» («Ştergarul din regiunea Dunării de Jos») українською, румунською та англійською мовами (2012), навчальному посібнику «Історія і культура українців Північної Добруджі» українською і румунською мовами (2018, 2019).
Проведені дослідження дали можливість зібрати багатий емпіричний матеріал стосовно етнокультурних особливостей українців нижньодунайського регіону та північних районів Одещини. Це дало В.Г.Кушніру можливість вирізнити специфічних нижньодунайський варіант традиційної культури українців (2006). Результати цього напряму досліджень В. Г. Кушніра були узагальнені ним у докторській дисертації «Господарсько-побутова адаптація українців південно-західного степу і Нижнього Подунав’я (друга половина XIX – перша половина XX століття), що була ним захищена у 2013 р. у Київському національному університеті імені Тараса Шевченка. За результатами цих досліджень В. Г. Кушніром були розроблені курси «Українське народне образотворче мистецтво», «Українці порубіжжя Степу і Лісостепу», «Українська етнологія і етнопсихологія», які він викладає для студентів спеціальності «Історія та археологія», а також «Журналістика та видавнича справа».
У 2000 р. В’ячеслав Григорович Кушнір стає заступником декана історичного факультету, а від 1 вересня 2003 р. – деканом. Від 1 січня 2018 р. він є деканом факультету історії та філософії. 
Продуктивна співпраця з адміністрацією Миколаївського району Одещини дала можливість впродовж трьох років проводити етнографічні дослідження у цьому районі, наслідком яких стало видання у співавторстві двох монографій «У скорботних 1932 – 1933 роках» (2008) та «Нариси традиційної культури українців Одещини (Миколаївський район) (2010). Проведені дослідження в Тарутинському районі відображені у колективній монографії «Фрумушика-Нова. Історико-етнографічний нарис» (2020). Матеріали багаторічних досліджень у південних районах Одещини стали основою для написання монографії і докторської дисертації «Господарсько-побутова адаптація українців південно-західного степу і Нижнього Подунав’я (друга половина XIX – перша половина XX століття), захищеної у Київському національному університеті ім. Тараса Шевченка) (2013), виокремлення Нижньодунайського варіанту традиційної культури українців. Ініціатива у 2010 році щодо проведення щорічної наукової міжнародної конференції «Одеські етнографічні читання» мала продовження у 10 проведених міжнародних конференціях у 2010-2019 рр, результати проведених форумів відображені у 10 випусках збірок матеріалів. 
З метою популяризації історії і культури українців засновано громадську організацію Центр по роботі з українцями за кордоном (з 2017 р.), Одеське етнологічне товариство (2019 р.), очільником яких є В.Г. Кушнір. Здійснює плідну співпрацю з Генеральними Консульствами Румунії та Польщі в Одесі, Союзом Українців Румунії та іншими установами. З 2003 В.Г. Кушнір координує роботу з факультетом історії філософії та теології Нижньодунайського університету м. Галац (Румунія). В.Г. Кушнір входив до складу оргкомітету міжнародних конференцій, організованих Нижньодунайським університетом, є членом редколегій окремих випусків таких наукових видань як «Danubius» (Румунія), «Revista de etnologie si culturologie» (Молдова). 
2006 року розпочав активну співпрацю з Інститутом історії Опольського університету (Польща) і на базі історичного факультету організовано і проведено 7 міжнародних конференцій з виданням матеріалів.
В’ячеслав Григорович Кушнір - багаторічний головний редактор наукового видання «Записки історичного факультету» (індексується у наукометричній базі Index Copernicus), щорічної збірки матеріалів щорічної міжнародної наукової конференції «Одеські етнографічні читання (з 2010 р.), член редколегії часопису ІМФЕ «Народна творчість та етнологія», один з наукових редакторів збірок матеріалів (2006-2008) українсько-польської наукової конференції в Одесі під загальною назвою «Одеса і південь України в українській і польській історіографії». Член редколегії видань «Етнічна культура в глобалізованому світі», «Лукомор’я: археологія, етнологія, історія».
В’ячеслав Григорович Кушнір є представником наукової школи «Давня історія, археологія та етнологія Південного Заходу України» та дійсним членом Академії наук вищої школи України. Багаторічний очільник Одеського обласного відділення Національної спілки краєзнавців України. Від 2019 р. – експерт Наукової ради МОН України, експерт Українського культурного фонду (2019-2021). Заступник голови спеціалізованої вченої ради по захисту дисертацій на здобуття наукового ступеня доктора історичних наук в ОНУ імені І. І. Мечникова, член спеціалізованої вченої ради по захисту дисертацій на здобуття наукового ступеня доктора наук в ІМФЕ імені М. Т. Рильського (Київ).

## Нагороди
За багаторічну плідну працю та наукові досягнення В’ячеслав Григорович має низку відзнак та нагород, в т.ч. Заслужений працівник освіти України (2015), академік Академії наук Вищої школи України (2015), орден «За заслуги» ІІІ ступеня (2007), Подяка Прем’єр-міністра України (2020)[джерело не вказане 1637 днів], медалі Республіки Польща «Pro memoria» (2010), «Zasłużony dla Kultury Polskiej» (2014), ювілейна медаль «25 років Академії наук вищої школи» (2016), медаль «За збереження історії» Всеукраїнського об’єднання «Країна» (2019), Почесна Грамота голови Одеської обласної державної адміністрації (1992), Грамота Міністерства у справах сім’ї і молоді (2008), Почесна відзнака Одеського міського голови «Подяка» (2007). В’ячеслав Григорович Кушнір Лауреат премії імені В.Вернадського Фонду інтелектуальної співпраці «Україна – XXI століття» (2006), лауреат Премії імені академіка П.Т.Тронька Національної спілки краєзнавців України. За активну краєзнавчу і дослідницьку роботу в 2000 році отримав звання лауреата конкурсу газети «Вечірня Одеса» – «Люди дела» пам’яті Б.Ф.Дерев’янка.

## Основні публікації

### Монографії
1. Воронівка II. Поселення пізньої бронзової доби в Північно-Західному Причорномор'ї. — К., 1991(рос.) (у співавторстві з В. П. Ванчуговим, А. Г. Загинайло, В. Г. Петренко)
2. Археологічні пам'ятки Тилігуло-Куяльницького міжлимання. — Одеса, 1996 (у співавторстві з А. С. Островерховим, С. П. Смольяниновою).
3. Господарство і побут населення південно-західної України в епоху розпаду первісного суспільства. — Одеса, 1999
4. Українці за Дунаєм. — Одеса, 2002
5. Традиційна весільна обрядовість українців Одещини (20-80-ті роки XX ст.). — Одеса, 2008 (у співавторстві з Н. О. Петровою)
6. У скорботних 1932—1933 роках. — Одеса, 2008 (у співавторстві з Н. О. Петровою, В. М. Поломарьовим)
7. Нариси традиційної культури українців Одещини (Миколаївський р-н). — Одеса, 2010 (у співавторстві з Н. О. Петровою, В. М. Поломарьовим)
8. Крутянський ключ. Нарис з історії Кодимського району. — Одеса, 2010 (у співавторстві з С. С. Аргатюком)
9. Нижньодунайський рушник. Альбом. — Галац, 2012. 141 с.
10. Господарсько-побутова адаптація українців південно-західного степу і Нижнього Подунав'я (друга половина ХІХ — перша половина XX ст.). — Одеса: КП ОМД, 2012. 192 с.

### Навчальні посібники і підручники
1. «Ми — одесити»: посібник для 9 кл. — Одеса, 1997 (один із співавторів).
2. Народознавство Одещини. — Одеса, 1998.
3. Народознавство Одещини. — Одеса, 2008.
4. Історія України для 7 класу. — Одеса, 1999 (у співавторстві з Л. В. Кушнір).

### Вибіркові наукові публікації
1. Розвідки пам'ятників епохи пізньої бронзи в північних районах Одеської області // Археологічні дослідження в Північно-Західному Причорномор'ї. — К.,1978.(рос.)
2. Найдавніші бронзові наконечники стріл Північного Причорномор'я // Радянська археологія. — 1986. № 2(рос.) (у співавторстві з В. П. Ванчуговим, І. Т. Черняковим).
3. Використання етнографічних матеріалів при вивченні первісного скотарства // Проблеми археології Північного Причорномор'я. Тезиси доп. наук. конф. — Херсон, 1990.
4. Шляхи розвитку скотарства в Північно-Західному Причорномор'ї // Найдавніші спільності землеробів і скотарів Північного Причорномор'я. Тезиси доп. наук. конф. — К., 1991.(рос.)
5. Письмові відомості про скотарстві ногайців // Тези II-й обласний історико-краєзнавчої науково-практичної конференції. — Одеса, 1991.(рос.)
6. Про механізм переходу населення Північно-Західного Причорномор'я від осілого господарства до рухомого // Найдавніші спільності землеробів і скотарів Північного Причорномор'я. Тезиси доп. наук. конф. — Тираспіль,1994.(рос.)
7. Господарсько-побутові комплекси в Північно-Західному Причорномор'ї в епоху пізньої бронзи // Давнє Причорномор'я. — Одеса, 1994.(рос.)
8. Кам'яні хрести степу // Археология и этнология Восточной Европы. — Одесса, 1996.
9. Етнографічні записки Евлія Челебі про Північне Причорномор'я // Евлія Челебі. Книга подорожі (Північне Причорномор'я). — Одеса, 1997.
10. Передвесільна та весільна обрядовість українців Південно-Східного Поділля // Археологія та етнологія Східної Європи. — Одеса, 2000.
11. Дерев'яне житло села Баштанів // Записки історичного факультету / ОНУ імені І. І. Мечникова. — Одеса, 2001. — Вип. 11.
12. Пиріжнянський керамічний центр // Народознавчі зошити. — Львів, 2001.
13. Особливості господарства добруджанських українців в Румунії // Записки історичного факультету / ОНУ імені І. І. Мечникова. — Одеса, 2002. Вип. 12.
14. Тип народної ікони в Південно-Східному Поділлі // Освіта, наука і культура на Поділлі. Збірник наукових праць. — Кам'янець-Подільський, 2003. Т. 3.
15. Традиційне ткацтво на Кодимщині // Записки історичного факультету / ОНУ імені І. І. Мечникова. — Одеса, 2003. Вип. 13.
16. Житлові і господарські комплекси українців Кам'янського і Рибницького районів Молдови // Українці Придністров'я (Матеріали етнографічних досліджень). — Одеса, 2005. Вип.1.
17. Допоміжні види господарської діяльності українців Лівобережжя Дністра // Українці Придністров'я (Матеріали етнографічних досліджень). — Одеса, 2005. Вип.1.
18. Хрест з кириличним написом 1369 р. з села Тузла (біля міста Білгород-Дністровський Одеської області) // Праці центра пам'ятникознавства. — К., 2006. Вип. 9 (у співавторстві з І. Т. Черняковим, Є. Ю. Градун).
19. Маркевич О. І. в етнографічних дослідженнях українців Одеси // Записки Історичного факультету / ОНУ імені І. І. Мечникова. — Одеса, 2006. Вип. 16.
20. Житло і господарські споруди крутянських євреїв // Записки історичного факультету / ОНУ імені І. І. Мечникова. — Одеса, 2006. Вип. 17.
21. Нижньодунайський варіант традиційної культури українців // Іван Франко і Буковина: Матеріали Міжнародної науково-практичної конференції «Іван Франко і Буковина». Чернівці, 23 вересня 2006 р. — Чернівці, 2006.
22. Українське населення за даними Ізмаїльського архіву // Лукомор'я: археологія, етнологія, історія Північно-Західного Причорномор'я. — Одеса, 2007. Вип. 1.
23. Килимарство українців південного лісостепу і степової зони Буго-Дністровського межиріччя і Буджака // Етнічна історія народів Європи. Збірник наукових праць. — К., 2008. Вип. 25.
24. Молдавський етнокультурний компонент в традиційній культурі українців Буджака // Revista de etnologie culturologie. — Kishineu, 2008. Vol. 3.
25. Українсько-болгарські взаємини у традиційному рушникарстві // Матеріали міжнародної науково-практичної конференції «Българите от Молдова и Украйна — език, литература, история, култура и образование». — Одеса, 2009.
26. Румунські «монографії» як історико-етнографічне джерело // Записки Історичного факультету / ОНУ імені І. І. Мечникова. — Одеса, 2009. Вип. 20.
27. До питання про формування мережі сільських поселень // Записки Історичного факультету / ОНУ імені І. І. Мечникова. — Одеса, 2010. Вип. 21.
28. Чинники трансформації календарної обрядовості українців Півдня Буджака і Степового Подністров'я // Календарна обрядовість у життєдіяльності етносу. Збірка наукових праць. — Одеса, 2011.
29. Особливості декорування традиційного житла українців Буго-Дністровського межиріччя і Буджака // Народна творчість та етнографія. — 2011. № 4.
30. Землянка як тип житла: археологічна і етнографічна кореляції // Наука і освіта: крок у майбутнє. Матеріали Міжнародної наукової конференції «Кайндлівські читання», присвяченої 145-річчю від дня народження Р. Ф. Кайндля (Чернівці, 29 квітня 2011 р.). — Чернівці-Вижниця, 2011.
31. Рушники українців Нижнього Подунав'я: традиції і інновації // Краєзнавство. — 2011. № 2.
32. Формування регіональних груп українців у Буджаку, Нижньому Подунав'ї і дельті Дунаю // Традиційна культура діаспори. Збірка наукових праць / Матеріали міжнародної наукової конференції «Одеські етнографічні читання». — Одеса: КП ОМД, 2012.
33. Етнографія Півдня України в спогадах Юзефа Крашевського // Regiones euxinum spectantes. Stosunki kulturove, etniczne I religijne na przestrzeni dziejow. — Krakow, 2012.
34. Українці Нижнього Подунав'я в Румунії: історіографічний аспект // Наукові записки міжнародної асоціації україністів. — К., 2012. — Вип. 1. С. 124—129.
35. Українська ідентичність і українці Північної Добруджі у працях Федора Вовка // Українознавство. — К., 2013. № 1 (46). С. 136—139.
36. Бойки села Маринове: розвиток традиційної культури після переселення // Одеські етнографічні читання. Етнокультура порубіжжя: локально-територіальні особливості / Збірка наукових праць. — Одеса: ОНУ імені І. І. Мечникова, 2014. С. 240—245.
37. Етнотуризм на Одещині: перспективи розвитку // Проблеми туристичної галузі України: здобутки, стан, перспективи: збірник праць за матеріалами засідання наукового симпозіуму, 3-4 квітня 2014 року. — Кам'янець-Подільський: Кам'янець-Подільський національний університет імені Івана Огієнка, 2014. С. 32-36 (у співавторстві з Н. О. Петровою).